# Kate Leth
Kate Leth es una persona creadora de cómics canadiense, se le conoce por sus trabajos basados en la serie de animación Adventure Time para Boom! Studios, la serie Patsy Walker, A.K.A Hellcat! para Marvel Comics y la miniserie Edward Scissorhands, una secuela a la película del mismo nombre, para IDW Publishing.

## Carrera
Leth nació en Halifax, Nueva Escocia y asistió a la NSCAD University para estudiar fotografía antes de abandonar sus estudios. 

### Cómics
Trabajó en la tienda de cómics «Stranger Adventure» en Halifax, donde creció su interés por el medio. Después de hacer arte promocional para Stranger Adventures, se convirtió en una creadora de cómics autodidacta en 2010 con su webcómic Kate or Die, publicado en su blog personal. Kate or Die finalmente se convirtió en una columna bisemanal en el sitio web Comics Alliance. Leth ha dicho que la escritora Kate Beaton, también de Nueva Escocia, fue una gran influencia, siendo «esta persona quien estaba publicando todas estas cosas, sin una formación en una escuela de arte, pero que hacía realmente bien su trabajo». Otros webcómics en los que ha participado incluyen Locke & Key: Guide to the Known Keys (2011), The Strange Talent of Luther Strode (2011) y las antologías Smut Peddlers (2012) y Womanthologoy: Heroic (2015).
El fan art de Hora de Aventura de Leth en su página de Tumblr atrajo la atención de Boom! Studios, responsable de la adaptación al cómic de ese dibujo animado y se le contrató para elaborar portadas, una historia corta y la novela gráfica, Adventure Time: Seeing Red, que entró a la lista de Best Seller del New York Times en abril de 2014. También ha colaborado en las series Adventure Time: Marceline and the Scream Queens (#4, 2012), Adventure Time with Fionna and Cake (#3, 2013) y la novela gráfica Adventure Time: Bitter Sweets (2014).
En 2013 Leth inició la organización Beware the Valkyries, un grupo para mujeres trabajadoras de tiendas de cómics, que describió en 2017 como una forma de crear comunidad y equivalente a un sindicato. El grupo se desintegró en 2018, en gran parte debido a acusaciones de que no se estaban representando adecuadamente las preocupaciones de las mujeres de color.
Durante el 2014 Leth continuó con su trabajo en cómics de licencias escribiendo dos miniseries, Jim Henson's Fraggle Rock: Journey to the Everspring para Boom! Comics y Edward Scissorhands, una secuela a la película del mismo nombre, para IDW Publishing.
En 2015, Boom! Studios publicó su cómic para todas las ideas Power Up y Leth escribió seis números de Vampirella para Dynamite Entertainment. Ese mismo año dibujó portadas para Leñadoras, escribió una historia para el cómic antológico Secret Wars, Too de Marvel Comics, donde colaboró con la artista Brittney Williams. Al año siguiente, el dúo de Leth y Williams trabajó en un nuevo título de Gata Ingernal, Patsy Walker, A. K. A. Hellcat!, que duró 17 números en total.
De octubre de 2016 a febrero de 2017, coescribió con Megan Levens los números 1 al 5 de Spell on Wells para Dark Horse Comics, mientras que en 2019 escribió los números 5 y 6 del cómic antológico Transformers: Galaxies para IDW Publishing.
En 2020, Leth anunció que había firmado un contrato con la editorial Simon and Schuter para producir una novela gráfica original llamada Mall Goth, que fue publicada en 2023.

### Animación
Leth escribió dieciocho episodios de la serie de televisión Transformers: Cyberverse y el episodio «Chained to Your Side» de la serie web animada Bravest Warriors, ambas en 2018, así como cinco episodios de las series de televisión High Guardian Spice y Polly Pocket, ambas en 2021. También ha escrito episodios para My Little Pony: Equestria Girls - Better Together (2018), El mundo de Craig (2018) y My Little Pony Equestria Girls: Choose Your Own Ending (2019), entre otros.

### Otros medios
Leth fue una de las historietistas que apareció en el documental de 2014 She Makes Comics, que relata la historia de las mujeres en la industria del cómic.
Desde junio de 2014 hasta el junio de 2016, Leth fue anfitrión de Less than Live con Kate or Die, un pódcast quincenal sobre cómics. Algunos de sus invitados han sido Babs Tarr, Marguerite Bennet, Kris Anka, Kevin Wada y Jake Wyatt. También ha colaborado con arte para el pódcast Welcome to Night Vale.
Modeló en 2015 para la colección de Spider-Gwen de la marca de ropa WeLoveFine.
De 2016 a 2017 participo en la serie web de juego de rol Vast, en la que interpretó al personaje Sira the Unbidden.

## Vida personal
Leth es una persona abiertamente bisexual, que se identifica como queer y de género fluido/género no binario, usa los pronombres «ella» y «they/them», equivalente al pronombre «elle» en español.
Vivió en Burbank, California de enero de 2016 a septiembre de 2020, cuando regresó a vivir en Halifax, Nueva Escocia. Mientras estudiaba en la universidad en 2006, creó junto con su colega Vincenzo Ravina un sitio web dedicado a su aversión a los zapatos Crocs. En septiembre de 2019 anunció su compromiso matrimonial con su pareja Cohen Edenfield.

### Dark Horse Comics
- Spell on Wheels #1-5 (con Megan Levens, octubre de 2016 a febrero de 2017)
- Mysticons: Volume 1 (agosto de 2018)[42]
- Mysticons: Volume 2 (mayo de 2019)[43]

### Marvel Comics
- Patsy Walker, A. K. A. Hellcat! #1-17 (con Brittney Williams, diciembre de 2015 a abril de 2017)

### Portadas
- Adventure Time: Marceline and the Scream Queens #5 (2012)
- Leñadoras #1 (2014)
- The Midas Flesh #3 (2013)
- Littlest Pet Shop #2 (2014)
- Sex Criminals #12 (2015)
- Swords of Sorrow (2015)